# Keishlyann Sánchez
Keishlyann Enid Sánchez Viera (9 novembre 2001) è una pallavolista portoricana, schiacciatrice delle Valencianas de Juncos.

## Carriera

### Club
La carriera di Keishlyann Sánchez inizia nei tornei scolastici con l'Academia Villa Carolina e prosegue a livello universitario, giocando la Liga Atlética Interuniversitaria de Puerto Rico con la Ana G. Méndez. 
Nel 2019 debutta da professionista in Liga de Voleibol Superior Femenino, disputando due annate con le Amazonas de Trujillo Alto, mentre nella Liga de Voleibol Superior Femenino 2021 approda alle Valencianas de Juncos: nel corso della militanza con la franchigia di Juncos viene premiata come rising star della LVSF 2023.

### Nazionale
Nel 2021 viene convocata dalla nazionale portoricana Under-23 per i I Giochi panamericani giovanili.

## Palmarès

### Premi individuali
- 2023 - Liga de Voleibol Superior Femenino: Rising star